# Philoliche formosa
Philoliche formosa är en tvåvingeart som först beskrevs av Austen 1920.  Philoliche formosa ingår i släktet Philoliche och familjen bromsar. Inga underarter finns listade i Catalogue of Life.